# Puccinia neyraudiae
Puccinia neyraudiae ist eine Ständerpilzart aus der Ordnung der Rostpilze (Pucciniales). Der Pilz ist ein Endoparasit des Süßgrases Neyraudia madagascarensis. Symptome des Befalls durch die Art sind Rostflecken und Pusteln auf den Blattoberflächen der Wirtspflanzen. Sie ist ein Endemit Indiens.

## Merkmale

### Makroskopische Merkmale
Puccinia neyraudiae ist mit bloßem Auge nur anhand der auf der Oberfläche des Wirtes hervortretenden Sporenlager zu erkennen. Sie wachsen in Nestern, die als gelbliche bis braune Flecken und Pusteln auf den Blattoberflächen erscheinen.

### Mikroskopische Merkmale
Das Myzel von Puccinia neyraudiae wächst wie bei allen Puccinia-Arten interzellulär und bildet Saugfäden, die in das Speichergewebe des Wirtes wachsen. Aecien oder Spermogonien der Art sind nicht bekannt. Die gelben Uredien des Pilzes wachsen beidseitig auf den Wirtsblättern. Ihre hellgelben bis hyalinen Uredosporen sind 25–30 × 19–22 µm groß, breitellipsoid bis eiförmig und fein stachelwarzig. Die beidseitig wachsenden Telien der Art sind schokoladenbraun, pulverig und früh offenliegend. Die hell haselnussbraunen Teliosporen sind zweizellig, in der Regel breit eiförmig bis breitellipsoid und 32–40 × 23–28 µm groß. Ihre Stiele sind gelblich bis farblos und bis zu 160 µm lang.

## Verbreitung
Das bekannte Verbreitungsgebiet von Puccinia neyraudiae umfasst lediglich Indien.

## Ökologie
Die Wirtspflanze von Puccinia neyraudiae ist Neyraudia madagascarensis. Der Pilz ernährt sich von den im Speichergewebe der Pflanzen vorhandenen Nährstoffen, seine Sporenlager brechen später durch die Blattoberfläche und setzen Sporen frei. Die Art verfügt über einen Entwicklungszyklus, von dem bislang lediglich Telien und Uredien sowie deren Wirt bekannt sind; Spermogonien und Aecien konnten dem Pilz nicht zugeordnet werden.